# Xiaomi Redmi K20
Redmi K20 — смартфон суббренда Redmi компании Xiaomi. На европейском рынке смартфон продается под названием Xiaomi Mi 9T.

## Технические характеристики
- Материалы корпуса: стекло (Corning Gorilla Glass 5), металл (алюминий)
- Операционная система: Android 9.0 (Pie) + MIUI 10
- SIM: две nano-SIM
- Экран: AMOLED, диагональ 6,39", разрешение 2340 × 1080 точек, 19,5:9, ppi 403
- Процессор: восьмиядерный Qualcomm Snapdragon 730
- Графика: Adreno 618
- Оперативная память: 6/8 ГБ
- Память для хранения данных: 64/128/256 ГБ
- Разъёмы: USB Type-C
- Основная камера: Sony IMX586, три модуля 48[источник не указан 2147 дней] + 8 + 13 Мп, оптический зум, двойная LED-вспышка, HDR
- Фронтальная камера: 20 Мп, f/2.2
- Сети: 2G/3G/LTE
- Интерфейсы: Wi-Fi a/b/g/n/ac, Bluetooth 5.0
- Навигация: GPS, ГЛОНАСС, BeiDou
- Дополнительно: сканер отпечатков пальцев, гироскоп, акселерометр, компас, NFC
- Батарея: 4000 мАч, быстрая зарядка
- Габариты: 156,7 × 74,3 × 8,8 мм
- Вес: 191 г

## Программное обеспечение
Redmi K20 первым получил обновление прошивки до версии MIUI 10.3.6. Основная задача обновления — усилить безопасность. Кроме того, обновление улучшало качество снимков на фронтальную камеру. Был исправлен сбой в работе экрана, когда он отключался в некоторых случаях.

## Продажи
28 мая 2019 года Redmi K20 был официально представлен в Пекине.
28 июня 2019 года начались продажи в России. На европейском рынке Redmi K20 продается как Xiaomi Mi 9T. Европейская версия, в отличие от китайской, не имеет варианта 8/256 ГБ. Первоначальная цена в России за версию Mi 9T 6/64 Гб составляла 25 990 рублей, а 6/128 Гб - 28 990 рублей. При этом версия Redmi K20 8/256 ГБ все же есть в продаже в России, но не от официальных дилеров, на начало августа цена на неё составляла 25 980 рублей.
По заявлению Redmi, после старта продаж менее чем за два часа было продано 200 000 единиц K20, а всего за месяц в Китае было продано более 1 миллиона единиц. После начала продаж на индийском рынке пользователи создали петицию на платформе Change.org с просьбой снизить стоимость на Redmi K20 и K20 Pro. В ответ вице-президент Xiaomi Ману Кумар Джейн объяснил стоимость дороговизной процессоров, а так же сообщил, что пользователи K20 и K20 Pro будут избавлены от рекламы.

## Награды
По заявлению генерального директора бренда Redmi Лу Вайбинга, K20 Pro побил рекорд по мощности в бенчмарке AnTuTu.